# The Very Eye of Night
The Very Eye of Night è un cortometraggio sperimentale muto del 1958 diretto da Maya Deren.